# 凤桥老窖
凤桥老窖是遼寧盤錦市大洼区出产的一种白酒，

源于当地1920年代相继成立的酒坊，迄今已有近百年历史。当地易手之后当局合并当地所有私人酒坊成立“田庄台稻花香老酒厂”，后数度改制、易名。凤桥老窖乃以盘锦大米为主料，经混蒸、混烧、泥窖低温发酵的传统清六甑、老五甑工艺酿成的浓香型白酒。除浓香型外，也有清香型白酒和酱香型白酒。